# Brom
Brom (latinskt namn, bromum) är ett icke-metalliskt grundämne som tillhör gruppen halogener.

## Historia
Brom upptäcktes 1826 av fransmannen Antoine-Jérôme Balard i moderluten från havssaltstillverkning. Bromets existens verifierades av Gay-Lussac och Thénard, samt Vauquelin. Gay-Lussac föreslog namnet brom, som hämtats från grekiskans bronos, stank, och syftar på bromets starka lukt. Oberoende av Balard utvanns brom vid samma tid av tyskarna Carl Jacob Löwig och Justus von Liebig.

## Egenskaper
Vid standardtryck och -temperatur är brom en mörk rödbrun frätande vätska, som avger giftiga ångor med obehaglig lukt. Brom löst i vatten kallat bromvatten är ett reagens på omättade kolväten. De reagerar och bryter sina dubbelbindningar och binder in bromatomerna och det brunfärgade bromvattnet förlorar färgen.

## Användningsområde

### Flamskyddsmedel
Brom används som komponent i en mängd olika sammansättningar flamskyddsmedel som gemensamt kallas bromerade flamskyddsmedel. De används för att förhindra brand och i nästa steg fördröja och minimera spridningen av brandförloppet och är vanligt förekommande i fordonsinredning samt elektronisk utrustning som datorer, tv-apparater och kontorsmaskiner. Bromerade flamskyddsmedel är skadliga för miljö och hälsa.

### Fotopapper
Brom i förening med silver, silverbromid (AgBr), används tack vare sin ljuskänslighet vid tillverkning av fotopapper.

### Medicin
Från 1850-talet och till början av 1900-talet var alkalibromider, särskilt kaliumbromid, vanligt använda inom sjukvården på grund av sin sedativa verkan. På grund av bromidens toxicitet och bieffekter, som kallas bromism, upphörde användningen. I vissa länder förekommer fortfarande en begränsad användning av kaliumbromid i kombination med fenobarbital mot epilepsi, och ämnet förekommer även inom veterinärmedicinen.

## Farliga egenskaper
Brom orsakar vid hudkontakt frätskador som kan bli djupa och svårläkta. Förtäring eller inandning orsakar förgiftning som kan vara livshotande.